# Джабір аль-Ахмад аль-Джабер ас-Сабах
Джабір аль-Ахмад аль-Джабер ас-Сабах (араб. جابر الأحمد الجابر الصباح; нар. 29 червня 1926 — пом. 15 січня 2006) — тринадцятий емір Кувейту.

## Життєпис
Народився в Ель-Кувейті. Був третім сином еміра Ахмада, належав до династії ас-Сабах, яка править Кувейтом від XVIII століття.
Освіту здобував в школах «аль-Мубарякія», «аль-Ахмед» і «аль-Шаркія», згодом приватно навчався релігії, англійської та арабської мов і наук.
У 1949—1959 рр. — працював на посаді директора громадської служби регіону Ахмаді.
У 1959—1961 рр. — керував департаментом фінансів і промисловості в уряді.
У 1961—1965 рр. — перший міністр фінансів і промисловості незалежного Кувейту. Під його керівництвом, завдяки доходам від видобутку нафти, невеличка племінна держава перетворилася на сучасну урбанізовану з одним з найбільших в світі зростанням капіталу. Ввів в обіг першу національну валюту — кувейтський динар.
У 1963—1965 рр. — одночасно заступник прем'єр-міністра.
У 1965—1977 рр. — прем'єр-міністр Кувейту.
У травні 1966 року указом еміра призначений спадкоємцем престолу. 31 грудня 1977 року він успадкував трон свого двоюрідного дядька — 12-го еміра Кувейту Сабаха III, який помер від раку.
У 1986 році розпустив Національні збори Кувейту.
2 серпня 1990 року, при вторгненні іракських військ в країну, втік до Саудівської Аравії, де очолив уряд у вигнанні, з резиденцією в розкішному готелі Дахрану. 15 березня 1991 року, після звільнення країни міжнародною військовою коаліцією під патронажем ООН, повернувся і відновився на престолі.
У 1999 році за його пропозицією була ініційована поправка до виборчого закону, що дозволяє жінкам голосувати і займати урядові посади. Проєкт було відхилено Національними зборами й не вносилося знову до 2005 року, поки парламент не дарував жінкам політичні права.
Вніс внесок у створення Ради співробітництва арабських держав Перської затоки, «Фонду майбутніх поколінь» і в об'єднання Північного і Південного Ємену.
У вересні 2000 року, після перенесеного інсульту, вирушив на 4 місяці до Великої Британії для лікування.
15 січня 2006 року він помер від крововиливу в мозок. Його владу успадкував кронпринц Саад аль-Абдулла ас-Салем ас-Сабах. Уряд оголосив про 3-годинне припинення діяльності та про 40-денний траур.
Мав багато дружин та понад 40 дітей.

## Нагороди та відзнаки
- Лицар великого хреста ордена святого Михайла і святого Георгія (GCMG) — 1979
- Великий хрест ордена Великої зірки Югославія — тисяча дев'ятсот сімдесят дев'ять
- Нашийна стрічка ордена Бадра Саудівська Аравія
- Нашийна стрічка ордена Нілу (Єгипет)
- Нашийна стрічка ордена Хуссейна ібн-Алі (Йорданія)
- Нашийна стрічка ордена Незалежності Тунісу
- Нашийна стрічка ордена незалежності Катар а
- Кавалер Великого Хреста ордена Почесного легіону (Франція) — 1989
- Велика орденська стрічка Національного ордена Кедра (Ліван)
- Велика орденська стрічка Цивільного ордена 1-го класу (Оман)
- Велика орденська стрічка ордена Честі 1-го класу (Судан)
- Вища громадянська нагорода Орден Пакистану (Пакистан)
- Велика наплічна стрічка ордена Mugunghwa (Південна Корея)
- Нашийна стрічка вищого ордена Хризантеми (Японія) — 1995
- Зірка 1-го класу республіки (Індонезія)
- Лицар Великого хреста ордена Лазні (GCB) — 1995
- Нашийна стрічка ордена Мухамадії (Марокко) — 2004[4]